# Минамибосо
Минамибосо (яп. 南房総市 Минамибо:со:-си) — город в Японии, находящийся в префектуре Тиба. Площадь города составляет 230,22 км², население — 39 697 человек (1 августа 2014), плотность населения — 172,43 чел./км².

## Географическое положение
Город расположен на острове Хонсю в префектуре Тиба региона Канто. С ним граничат города Татеяма, Камогава и посёлок Кёнан.

## Население
Население города составляет 39 697 человек (1 августа 2014), а плотность — 172,43 чел./км². Изменение численности населения с 1980 по 2005 годы:
| 1980 | 55 652 чел. |  |
| 1985 | 53 748 чел. |  |
| 1990 | 51 228 чел. |  |
| 1995 | 48 945 чел. |  |
| 2000 | 47 154 чел. |  |
| 2005 | 44 763 чел. |  |